# Ustilago agropyri
Ustilago agropyri är en svampart som beskrevs av McAlpine 1896. Ustilago agropyri ingår i släktet Ustilago och familjen Ustilaginaceae.   Inga underarter finns listade i Catalogue of Life.